# Alain Geiger
Alain Geiger (ur. 5 listopada 1960 w Uvrier) – szwajcarski piłkarz grający na pozycji środkowego obrońcy. Ojciec innego piłkarza, Bastiena Geigera.

## Kariera klubowa
Piłkarską karierę Geiger rozpoczął w klubie FC Sion. W sezonie 1977/1978 zadebiutował w jego barwach w rozgrywkach pierwszej ligi szwajcarskiej. Sezon później był już podstawowym obrońcą zespołu. W 1980 roku osiągnął ze Sionem swój pierwszy sukces w karierze, kiedy sięgnął po Puchar Szwajcarii. W Sionie grał do końca sezonu 1980/1981, a następnie odszedł do Servette FC. Tam także miał pewne miejsce w składzie na środku obrony, a w 1984 roku zdobył swój drugi krajowy puchar. Rok później, w sezonie 1984/1985, wywalczył z Servette mistrzostwo Szwajcarii, pierwsze dla genewskiego klubu od 6 lat. Jesienią wystąpił bez większych osiągnięć w rozgrywkach Pucharu Mistrzów. W Servette występował do 1986 roku i wtedy też został zawodnikiem Neuchâtel Xamax. Pobyt Alaina w Neuchâtel trwał dwa lata i w tym czasie piłkarz dwukrotnie z rzędu sięgnął po tytuł mistrza kraju. Były to także dwa pierwsze mistrzostwa Szwajcarii w historii tego klubu.
W 1988 roku Geiger przeszedł do francuskiego AS Saint-Étienne, prowadzonego wówczas przez trenera Roberta Herbina. W ASSE był jednym z trzech obcokrajowców obok Marokańczyka Mohammeda Chaoucha oraz Duńczyka Johna Sivebæka. „Zieloni” nie należeli jednak do czołowych drużyn francuskiej ligi i kończyli ligę na odpowiednio 14. miejscu w 1989 roku i 15. w 1990. Przez dwa sezony Szwajcar rozegrał w Ligue 1 70 spotkań i strzelił w nich dwie bramki.
Latem 1990 roku Geiger wrócił do Szwajcarii i ponownie został zawodnikiem FC Sion. Już w sezonie 1990/1991 wywalczył kolejny w karierze Puchar Szwajcarii, a w 1995 roku znów sięgnął po to trofeum. W 1995 roku odszedł ze Sionu, w barwach którego łącznie wystąpił 261 razy i zdobył 11 goli. Kolejnym i ostatnim zespołem w karierze Alaina był Grasshoppers Zurych. W nim środkowy obrońca występował przez dwa sezony, a największym osiągnięciem w tym okresie było zdobycie mistrzostwa kraju w 1996 roku. W 1997 Geiger zakończył karierę w wieku 37 lat.
| Sezon   | Klub                    | Kraj       | Rozgrywki      | Mecze | Bramki |
| ------- | ----------------------- | ---------- | -------------- | ----- | ------ |
| 1977/78 | FC Sion                 | Szwajcaria | Nationalliga A | 2     | 0      |
| 1978/79 | FC Sion                 | Szwajcaria | Nationalliga A | 30    | 1      |
| 1979/80 | FC Sion                 | Szwajcaria | Nationalliga A | 30    | 3      |
| 1980/81 | FC Sion                 | Szwajcaria | Nationalliga A | 26    | 3      |
| 1981/82 | Servette FC             | Szwajcaria | Nationalliga A | 26    | 1      |
| 1982/83 | Servette FC             | Szwajcaria | Nationalliga A | 28    | 2      |
| 1983/84 | Servette FC             | Szwajcaria | Nationalliga A | 30    | 7      |
| 1984/85 | Servette FC             | Szwajcaria | Nationalliga A | 30    | 4      |
| 1985/86 | Servette FC             | Szwajcaria | Nationalliga A | 25    | 4      |
| 1986/87 | Neuchâtel Xamax         | Szwajcaria | Nationalliga A | 28    | 5      |
| 1987/88 | Neuchâtel Xamax         | Szwajcaria | Nationalliga A | 35    | 3      |
| 1988/89 | AS Saint-Étienne        | Francja    | Division 1     | 32    | 2      |
| 1989/90 | AS Saint-Étienne        | Francja    | Division 1     | 38    | 0      |
| 1990/91 | FC Sion                 | Szwajcaria | Nationalliga A | 33    | 1      |
| 1991/92 | FC Sion                 | Szwajcaria | Nationalliga A | 36    | 1      |
| 1992/93 | FC Sion                 | Szwajcaria | Nationalliga A | 36    | 0      |
| 1993/94 | FC Sion                 | Szwajcaria | Nationalliga A | 35    | 1      |
| 1994/95 | FC Sion                 | Szwajcaria | Nationalliga A | 33    | 1      |
| 1995/96 | Grasshopper Club Zürich | Szwajcaria | Nationalliga A | 25    | 1      |
| 1996/97 | Grasshopper Club Zürich | Szwajcaria | Nationalliga A | 8     | 0      |

## Kariera reprezentacyjna
W reprezentacji Szwajcarii Geiger zadebiutował 19 listopada 1980 roku w przegranym 1:2 meczu eliminacji do Mistrzostw Świata 1982 z Anglią. W 1994 roku został powołany przez selekcjonera Roya Hodgsona do kadry na Mistrzostwa Świata w Stanach Zjednoczonych. Tam zaliczył cztery mecze w pełnym wymiarze czasowym: z USA (1:1), z Rumunią (4:1), z Kolumbią (0:2) oraz w 1/8 finału z Hiszpanią. 12 października tamtego roku rozegrał setny mecz w reprezentacji – Szwajcaria wygrała w nim 4:2 ze Szwecją. W 1996 roku grał w zespole Szwajcarii na kolejnym turnieju – Euro 96. Na mistrzostwach w Anglii Szwajcarzy nie wyszli z grupy, a Alain zaliczył tylko jedno spotkanie, zremisowane 1:1 z Anglią. Był to także jego ostatni mecz w kadrze narodowej, a łącznie rozegrał w niej 112 meczów i strzelił 2 gole. Obecnie jest drugim po Heinzu Hermannie zawodnikiem szwajcarskim pod względem występów w reprezentacji.

## Kariera trenerska
Po zakończeniu kariery piłkarskiej Geiger został trenerem. W 1997 roku objął młodzieżową drużynę Grasshoppers Zurych w kategorii wiekowej Under-21. Tam pracował przez rok i w lipcu 1998 został pierwszym trenerem Neuchâtel Xamax. Tam odkrył między innymi talenty takich zawodników jak Timothée Atouba, Papa Bouba Diop i Henri Camara oraz przyczynił się do pozostania zespołu w szwajcarskiej ekstraklasie. W lipcu 2002 odszedł z zespołu i przejął drużynę FC Aarau. Na koniec sezonu 2002/2003 spadł z nim jednak z ligi i został zwolniony ze stanowiska. W grudniu 2003 wrócił do Grasshoppers, ale tym razem został zatrudniony w roli trenera pierwszej drużyny. Drużyna spisywała się jednak słabo i w 2004 roku Alain pozostał bez pracy. W 2005 roku krótko pracował w Neuchâtel, następnie prowadził drużyny Aarau i Lausanne Sports, a w 2006 roku wyjechał do Maroka i objął tamtejszy Olympique Safi. W sezonie 2006/2007 ochronił klub przed spadkiem z pierwszej ligi, jednak na koniec sezonu podał się do dymisji. W 2009 roku ponownie przez krótki czas trenował Neuchâtel. W kolejnych latach prowadził kluby z Algierii i Egiptu. W 2011 był trenerem algierskiego ES Sétif, a w 2012 saudyjskiego Ettifaq FC.